# هری بتس
هری بتس (انگلیسی: Harry Betts؛ ۱۵ سپتامبر ۱۹۲۲ – ۱۳ ژوئیهٔ ۲۰۱۲) موسیقی‌دان، آهنگساز و نوازندهٔ ترومبون اهل ایالات متحده آمریکا بود.
از فیلم‌هایی که وی در آن‌ها نقش داشته است می‌توان به دهان‌گشاد اشاره نمود.